# Haroué
Haroué ist eine französische Gemeinde mit 514 Einwohnern (Stand 1. Januar 2022) im Département Meurthe-et-Moselle in der Region Grand Est (bis 2015 Lothringen). Sie gehört zum Arrondissement Nancy und zum Kanton Meine au Saintois.

## Lage
Die Gemeinde Haroué liegt etwa 25 Kilometer südlich von Nancy am Ufer des Madon in der Landschaft Saintois.

## Bevölkerungsentwicklung
| Jahr      | 1962 | 1968 | 1975 | 1982 | 1990 | 1999 | 2007 | 2019 |
| --------- | ---- | ---- | ---- | ---- | ---- | ---- | ---- | ---- |
| Einwohner | 324  | 353  | 419  | 424  | 451  | 434  | 452  | 506  |

## Sehenswürdigkeiten
Das Château de Craon wurde 1720 bis 1732 von Germain Boffrand für den Fürsten Marc de Beauvau erbaut. Das heutige Schloss steht an der Stelle der zerstörten mittelalterlichen Anlage, die zuletzt dem Marschall, Diplomaten und Lebemann François de Bassompierre gehört hatte, bevor sie in den Wirren der Kriege Ludwigs XIV. zerstört worden war. An der Ausstattung des Schlosses und der Gartenanlagen waren namhafte Künstler beteiligt, darunter Jean Lamour und Barthélemy Guibal. Das Schloss ist als Monument historique klassifiziert.
|  |  |

## Persönlichkeiten
- François de Bassompierre (1579–1646), französischer Höfling, Diplomat und Marschall, in Haroué geboren